# Iliona (Pacuvio)
L’Ilìona (in latino Iliona) è una cothurnata dello scrittore romano Marco Pacuvio di cui restano solo pochi frammenti, da cui si deduce che la tragedia narra le vicende di Iliona, figlia del re di Troia, Priamo.

## Trama
Polimestore, re della Tracia, ha sposato la principessa troiana Iliona, alla quale è stato affidato uno dei suoi fratelli, Polidoro, visto che era scoppiata la guerra di Troia. 
Polimestore, al termine del conflitto, dopo aver stretto patti con Agamennone decide di uccidere Polidoro, ma Iliona, che aveva avuto dal marito un figlio, Deipilo, decide di scambiare suo figlio con suo fratello, sicché Polimestore uccide Deipilo.
Questo l'antefattoː all'inizio della tragedia, il fantasma di Deipilo incita la madre a vendicarlo, mentre Polidoro, creduto Deipilo dal marito, apprende la verità da lei . I due si accordano per vendicarsi del re traditore, che viene accecato e ucciso. 